# Президент Коста-Рики
Президент Республіки Коста-Рика — голова держави Коста-Рика.
Посада була запроваджена у 1838 р. після проголошення незалежності Коста-Рики від Центральної Америки. Президент Коста-Рики обирається на всенародних виборах строком на 4 роки. Президент Коста-Рики є одночасно і головою держави і уряду. Має заступника — віцепрезидента.

## Список

### Голови держави (1824—1848)
Ліберали
      Консерватори
| Порядок | Ім'я                             | Портрет | Термін на посаді      | Примітки                                                   |
| ------- | -------------------------------- | ------- | --------------------- | ---------------------------------------------------------- |
| 1       | Хуан Мора Фернандес              |         | 1824–1833             |                                                            |
| 2       | Хосе Рафаель Гальєгос            |         | 1833–1835             | Повалений                                                  |
| 3       | Брауліо Каррільйо Коліна         |         | 1835–1837             |                                                            |
| –       | Хоакін Мора Фернандес            |         | березень–квітень 1837 | в. о.                                                      |
| 4       | Мануель Агілар Чакон             |         | 1837–1838             | Усунутий в результаті державного перевороту                |
| 5       | Брауліо Каррільйо Коліна         |         | 1838–1842             | Другий термін. Усунутий в результаті державного перевороту |
| 6       | Франсіско Морасан                |         | квітень–вересень 1842 | Повалений народним повстанням, страчений 15 вересня 1842   |
| 7       | Антоніо Пінто Соарес             |         | вересень 1842         | Прийшов до влади під час повстання, але поступився посадою |
| –       | Хосе Марія Альфаро Самора        |         | 1842–1844             | в. о.                                                      |
| 8       | Франсіско Марія Ореамуно Бонілья |         | листопад–грудень 1844 | Усунутий в результаті державного перевороту                |
| 9       | Хосе Рафаель Гальєгос            |         | 1845–1846             |                                                            |
| 10      | Хосе Марія Альфаро Самора        |         | 1846–1847             | Другий термін                                              |
| 11      | Хосе Марія Кастро Мадріс         |         | 1847–1848             |                                                            |

### Президенти (від 1848)
Ліберали

      Консерватори

      Військовики

      Республіканська партія

      Національна республіканська партія

      Соціал-демократична партія

      Національний союз

      Партія національного визволення

      Коаліція «Єдність»

      Національна партія

      Соціально-християнський союз

      Громадянська дія
| Порядок | Ім'я                             | Портрет | Початок повноважень | Завершення повноважень | Примітки                                                                          |
| ------- | -------------------------------- | ------- | ------------------- | ---------------------- | --------------------------------------------------------------------------------- |
| 1       | Хосе Марія Кастро Мадріс         |         | 31 серпня 1848      | 16 листопада 1849      | Засновник республіки                                                              |
| —       | Мігель Мора Поррас               |         | 16 листопада 1849   | 26 листопада 1849      | в. о.                                                                             |
| 2       | Хуан Рафаель Мора Поррас         |         | 26 листопада 1849   | 14 серпня 1859         |                                                                                   |
| 3       | Хосе Марія Монтеалегре           |         | 14 серпня 1859      | 8 травня 1863          |                                                                                   |
| 4       | Хесус Хіменес Самора             |         | 8 травня 1863       | 8 травня 1866          |                                                                                   |
| 5       | Хосе Марія Кастро Мадріс         |         | 8 травня 1866       | 1 листопада 1868       | Другий термін. Усунутий в результаті державного перевороту                        |
| 6       | Хесус Хіменес Самора             |         | 1 листопада 1868    | 27 квітня 1870         | Другий термін                                                                     |
| —       | Бруно Карранса                   |         | 27 квітня 1870      | 8 серпня 1870          | Призначений Томасом Ґвардією як тимчасовий президент. Повалений за кілька місяців |
| 7       | Томас Ґвардія Ґутьєррес          |         | 10 серпня 1870      | 8 травня 1876          |                                                                                   |
| 8       | Анісето Есківель Саенс           |         | 8 травня 1876       | 30 липня 1876          | Усунутий в результаті державного перевороту                                       |
| 9       | Вісенте Еррера Селедон           |         | 30 липня 1876       | 11 вересня 1877        | Призначений Ґвардією                                                              |
| 10      | Томас Ґвардія Ґутьєррес          |         | 11 вересня 1877     | 6 липня 1882           | Другий термін. Помер на посаді                                                    |
| —       | Сатурніно Лісано Ґутьєррес       |         | 6 липня 1882        | 20 липня 1882          | в. о.                                                                             |
| 11      | Просперо Фернандес Ореамуно      |         | 20 липня 1882       | 12 березня 1885        | Помер на посаді                                                                   |
| 12      | Бернардо Сото Альфаро            |         | 12 березня 1885     | 8 травня 1890          |                                                                                   |
| 13      | Хосе Хоакін Родрігес Селедон     |         | 8 травня 1890       | 8 травня 1894          |                                                                                   |
| 14      | Рафаель Іглесіас Кастро          |         | 8 травня 1894       | 8 травня 1902          |                                                                                   |
| 15      | Ассенсьйон Есківель Ібарра       |         | 8 травня 1902       | 8 травня 1906          |                                                                                   |
| 16      | Клето Гонсалес Вікес             |         | 8 травня 1906       | 8 травня 1910          |                                                                                   |
| 17      | Рікардо Хіменес Ореамуно         |         | 8 травня 1910       | 8 травня 1914          |                                                                                   |
| 18      | Альфредо Гонсалес Флорес         |         | 8 травня 1914       | 27 січня 1917          | Повалений в результаті державного перевороту                                      |
| 19      | Федеріко Тіноко Ґранадос         |         | 27 січня 1917       | 13 серпня 1919         | Повалений під час народного повстання                                             |
| 20      | Хуан Баутіста Кірос Сеґура       |         | 13 серпня 1919      | 2 вересня 1919         | Пішов у відставку під тиском Сполучених Штатів                                    |
| —       | Франсіско Агілар Баркеро         |         | 2 вересня 1919      | 8 травня 1920          | в. о.                                                                             |
| 21      | Хуліо Акоста Гарсія              |         | 8 травня 1920       | 8 травня 1924          |                                                                                   |
| 22      | Рікардо Хіменес Ореамуно         |         | 8 травня 1924       | 8 травня 1928          | Другий термін                                                                     |
| 23      | Клето Гонсалес Вікес             |         | 8 травня 1928       | 8 травня 1932          | Другий термін                                                                     |
| 24      | Рікардо Хіменес Ореамуно         |         | 8 травня 1932       | 8 травня 1936          | Третій термін                                                                     |
| 25      | Леон Кортес Кастро               |         | 8 травня 1936       | 8 травня 1940          |                                                                                   |
| 26      | Рафаель Анхель Кальдерон Ґвардія |         | 8 травня 1940       | 8 травня 1944          |                                                                                   |
| 27      | Теодоро Пікадо Міхальскі         |         | 8 травня 1944       | 20 квітня 1948         |                                                                                   |
| —       | Сантос Леон Еррера               |         | 20 квітня 1948      | 8 травня 1948          | в. о.                                                                             |
| —       | Хосе Фіґуерес Феррер             |         | 8 травня 1948       | 8 листопада 1949       | Прийшов до влади під час громадянської війни                                      |
| 28      | Отіліо Улате Бланко              |         | 8 листопада 1949    | 8 листопада 1953       |                                                                                   |
| 29      | Хосе Фіґуерес Феррер             |         | 8 листопада 1953    | 8 травня 1958          | Другий термін                                                                     |
| 30      | Маріо Ечанді                     |         | 8 травня 1958       | 8 травня 1962          |                                                                                   |
| 31      | Франсіско Орліч Болмарсіч        |         | 8 травня 1962       | 8 травня 1966          |                                                                                   |
| 32      | Хосе Хоакін Трехос Фернандес     |         | 8 травня 1966       | 8 травня 1970          |                                                                                   |
| 33      | Хосе Фіґуерес Феррер             |         | 8 травня 1970       | 8 травня 1974          | Третій термін                                                                     |
| 34      | Даніель Одубер Кірос             |         | 8 травня 1974       | 8 травня 1978          |                                                                                   |
| 35      | Родріго Карасо Одіо              |         | 8 травня 1978       | 8 травня 1982          |                                                                                   |
| 36      | Луїс Альберто Монґе              |         | 8 травня 1982       | 8 травня 1986          |                                                                                   |
| 37      | Оскар Аріас                      |         | 8 травня 1986       | 8 травня 1990          | Лавреат Нобелівської премії миру 1987 року                                        |
| 38      | Рафаель Кальдерон                |         | 8 травня 1990       | 8 травня 1994          |                                                                                   |
| 39      | Хосе Марія Фіґуерес              |         | 8 травня 1994       | 8 травня 1998          |                                                                                   |
| 40      | Мігель Анхель Родрігес Ечеверрія |         | 8 травня 1998       | 8 травня 2002          |                                                                                   |
| 41      | Абель Пачеко                     |         | 8 травня 2002       | 8 травня 2006          |                                                                                   |
| 42      | Оскар Аріас                      |         | 8 травня 2006       | 8 травня 2010          | Другий термін                                                                     |
| 43      | Лаура Чинчилья                   |         | 8 травня 2010       | 8 травня 2014          | Перша жінка-президент Коста-Рики                                                  |
| 44      | Луїс Гільєрмо Соліс              |         | 8 травня 2014       | 8 травня 2018          |                                                                                   |
| 45      | Карлос Альварадо Кесада          |         | 8 травня 2018       |                        |                                                                                   |